# Обикновено бясно дърво
Обикновено бясно дърво, див люляк или вълче лико (Daphne mezereum) e дребен храст от семейство Тимелееви. Среща се в Европа. В България се среща по влажни, сенчести или каменисти места, из горите и по високите планини. Включено е в списъка на лечебните растения съгласно Закона за лечебните растения.

## Описание
Листата му са тъмно зелени и тесни. Цветовете му за розови, по-рядко бели и в други нюанси, ароматни и медоносни. Цъфти през пролетта – април и началото на май. плодовете са червени, овални и сочни. Всички части на растението са отровни, особено плодовете. Съдържа мезерин и други отровни вещества.

## Приложение
Използва се в народната медицина и хомеопатията. Отглежда се и като декоративно растение, но рядко, тъй като е отровно.
Изразът „вдън гори тилилейски“ произхожда от народното наименование на това растение – „тилилей“. Изразът навлиза в употреба след издаването през 1919 г. на сборника детски приказки „Гори Тилилейски“ от Елин Пелин.